# Finkbeiner-teszt
A Christie Aschwanden újságíró által összeállított Finkbeiner-teszt olyan lista, amely segíti az újságírókat abban, hogy elkerüljék a szexista sztereotípiákat a női tudósokról szóló cikkeikben. A következő témák és kérdések kerülendők egy női tudósról szóló cikkben vagy interjúban ahhoz, hogy az a Finkbeiner-teszten átmenjen:
- Ne hangsúlyozzák ki, hogy nőről van szó
- Mi a férje foglalkozása?
- Hogyan oldja meg a gyermekek felügyeletét?
- Ne írjanak róla, hogy mennyire anyáskodik a beosztottai fölött
- Visszavetette-e a tudományterületén tapasztalt versengés?
- Ne említsék meg, hogy példaképként szolgál más nők számára
- Ő az „első nő, aki…”.[1]

Aschwanden a tesztet 2013. március 5-én jelentette meg a Double X Science nevű, online női tudományos folyóiratban. A cikkel választ kívánt adni azokra a tipikus baklövésekre, ahogyan a női tudósokkal kapcsolatos sztereotípiákat tálalják a médiában:
„a cikkalany nemét az őt legjobban jellemző részletként kezelve. Ő nem csak nagy tudós, hanem nő! És ha ráadásul még feleség és anya is egyben, ezeket a szerepeit kiemelve tárgyalják.”
Aschwanden a Bechdel-teszt szellemében készítette el tesztjét; a Bechdel-teszt a fikciós művekben vizsgálja a nemi elfogultságot. A tesztet szakíró kollégájáról, Ann Finkbeinerről nevezte el, aki beszámolt arról a döntéséről, hogy miért nem „mint nőről” írta meg legutóbbi cikkét egy csillagászról.
A Finkbeiner-tesztet említették a New York Times Yvonne Brill rakétatudósról szóló nekrológjának médiakritikájában. Az említett gyászjelentés, melyet 2013. március 30-án publikáltak és Douglas Martin tollából származik, a következő szavakkal kezdődik: „Csodás volt a Sztroganov bélszínje, követte férjét munkahelyről munkahelyre és nyolc évet töltött otthon, hogy felnevelje három gyermeküket”.

## Fordítás
- Ez a szócikk részben vagy egészben a Finkbeiner test című angol Wikipédia-szócikk ezen változatának fordításán alapul.  Az eredeti cikk szerkesztőit annak laptörténete sorolja fel. Ez a jelzés csupán a megfogalmazás eredetét és a szerzői jogokat jelzi, nem szolgál a cikkben szereplő információk forrásmegjelöléseként.